# Francisco Ornelas da Câmara
Francisco Ornelas da Câmara (Praia, 12 de Outubro de 1606 — Praia, 28 de Abril de 1664), fidalgo e político açoriano que se destacou à época da Restauração da Independência Portuguesa, proclamando-a nos Açores, e como líder da campanha militar que conduziu à submissão da Fortaleza de São João Baptista da Ilha Terceira (1641-1642).

## Biografia
Era filho de Francisco Paim Câmara e D. Isabel de Sousa Neto, pessoas ligadas às principais famílias açorianas da época e à governança da vila da Praia e da sua capitania.
Aos oito anos de idade assistiu ao grande terramoto de 24 de Maio de 1614, a primeira caída da Praia, que arrasou a vila da Praia e as freguesias circundantes, espalhando a ruína e a morte por todo o Ramo Grande.
Seguindo a tradição familiar, com apenas 24 anos de idade, a 4 de Julho de 1627, foi nomeado capitão duma das quatro companhias de infantaria da milícia da sua capitania. Dois anos mais tarde, em 1629 embarcou na esquadra real, tendo combatido na Região Nordeste do Brasil, quando das segunda invasão holandesa aquela área.
De regresso à Ilha Terceira, o rei D. Filipe III, por Carta-régia de 15 de Setembro de 1636, nomeou-o capitão-mor e provedor das fortificações da vila da Praia, cargos que seu pai exercia há trinta e quatro anos. Na mesma ocasião o rei agraciou-o com a mercê de cavaleiro da Ordem de Cristo.
A 3 de Dezembro de 1639 partiu para Portugal, tendo permanecido em Lisboa durante todo o ano, e onde se encontrava a 1 de Dezembro de 1640, quando se deu o golpe de Estado que culminou com a restauração da independência portuguesa e a aclamação do duque de Bragança, D. João, como soberano com o nome de João IV de Portugal. 
Encontrando-se entre nobres que apoiavam o novo soberano, foi-lhe confiada a missão de se dirigir aos Açores, sem qualquer apoio militar, para tentar organizar a sublevação das forças locais e com elas promover a aclamação real e a restauração da soberania portuguesa no arquipélago.
Com essa incumbência, recebeu do soberano as Cartas-régias endereçadas às autoridades das ilhas, assim como autorização para negociar com as forças castelhanas, incluindo a possibilidade de prometer, em nome da Coroa, recompensas e honrarias em caso de rendição pacífica.
Chegou à Terceira a 5 de Janeiro de 1641, tendo desembarcado à noite em Porto Martins, e dirigindo-se, no dia seguinte, à casa de seu pai na vila da Praia, ao qual confidenciou a sua missão e pediu conselhos e orientação.
Depois de muitas hesitações, quase um mês após a chegada à ilha, e perante o pouco entusiasmo da nobreza em aderir a tão temerário projecto, os seus objectivos acabaram por ser revelados e teve que se esconder para evitar a sua captura pelas forças espanholas.
Através de intermediários, tentou um acordo com o governador do Castelo, o Mestre-de-Campo D. Álvaro de Viveiros, oferecendo-lhe, a troco da entrega da fortaleza, um título de conde e dez mil cruzados em dinheiro. Naturalmente, esta proposta foi mal recebida e Francisco Ornelas, considerando o risco que corria por se encontrar na cidade de Angra, partiu imediatamente para a Praia, escapando à tropa castelhana que pretendia prendê-lo.
D. Álvaro de Viveiros, que desde 1627 governava a fortaleza, compreendendo que a população preparava-se para sublevar-se, mandou reforçar as defesas e abastecer de munições e víveres a praça, antecipando um cerco. Apesar da vontade popular, a notícia da aclamação de D. João IV em Lisboa tinha deixado a nobreza e a governança de Angra na incerteza quanto ao seu futuro, temendo a repetição do banho de sangue que se seguiu ao desembarque da Baía das Mós (1583). Esta incerteza e afastamento inviabilizou a Aclamação em Angra, levando a um crescente sentimento de impasse.
Francisco Ornelas decidiu então fazer a Aclamação na Praia, mais distante da fortaleza e menos dependente da aristocracia angrense. Convocou a conselho a Câmara, todos os capitães da sua jurisdição, o clero, a nobreza, os religiosos dos conventos da Praia, e informou-os da sua intenção. Perante a aprovação geral, preparou-se a Aclamação. Com essa segurança, no dia 24 de Março de 1641, que nesse ano caía no Domingo de Ramos, à saída da missa, em pleno adro da Matriz de Santa Cruz, Francisco Ornelas aclamou D. João IV como rei de Portugal, jurando-lhe obediência. O povo juntou-se, e de imediato saiu uma procissão composta por todo o clero secular e regular, que da Matriz percorreu a vila a dar vivas e aclamações ao novo rei.
A notícia da aclamação circulou veloz pela ilha, e dias mais tarde, em Angra, António do Canto principia a erguer vivas a D. João IV, o que provocou grande alvoroço entre o povo e originou de imediato recontros com as forças espanholas. Estas, perante a crescente hostilidade da população, retiraram-se para o interior da fortaleza e resguardam-se, aguardando os reforços que estavam previstos chegar dos portos espanhóis.
A artilharia da fortaleza bombardeou a cidade, sem efeitos de monta. Foi pedido auxílio à Praia, e Francisco Ornelas reuniu as tropas da sua capitania e marchou para a cidade,chagando nesse mesmo dia à Praça Velha de Angra, onde estava aquartelada a milícia, com cerca de mil e quinhentos homens.
Na casa da Câmara, também ali situada, reuniu-se em conselho extraordinário para decidir o rumo da guerra. Em resultado, foi nomeado governador, junto com o capitão-mor de Angra João de Bettencourt. Dado juramento ao novo governador, o seu primeiro acto governativo foi a aclamação, que teve lugar a 31 de Março, na Sé Catedral. Da fortaleza, receberam como cumprimento uma chuva de balas.
Montado o cerco e aberta uma linha de trincheiras que cortava, passando pelo Alto das Covas, o istmo do Monte Brasil, posicionaram-se as forças e iniciou-se a chamada Guerra do Castelo.
Apesar das múltiplas sortidas e tentativas de assalto, a guerra produziu um equilíbrio que não permitia que nenhuma das partes levasse vantagem. Como nas outras ilhas se foi sabendo da aclamação, aos poucos foram chegando reforços vindos das vilas e cidades açorianas que iam revertendo para a soberania portuguesa, facilitando a manutenção do cerco.
Os governadores não deixaram de comunicar a el-rei, sempre que podiam, o estado da guerra e em resposta recebiam lisonjeiras e honrosas cartas de agradecimento pela sua actuação, mas apesar de reiteradas promessas, nunca quaisquer reforços ou meios materiais. A Guerra da Restauração consumia todos os recursos disponíveis.
A 20 de Junho de 1641, Francisco Ornelas da Câmara recebeu também carta de Filipe IV de Espanha, em que este lhe exigia obediência, perdoando a sublevação e oferecendo honras e mercês em troca do levantamento do cerco.
Entretanto as tentativas de comunicação por mar entre o Castelo e as forças navais espanholas sucediam-se. Logo no início do verão, uma nau comandada por D. Luiz de Viveros, irmão do governador do Castelo, desembarca tropas na ponta de Santa Catarina. Francisco de Ornelas da Câmara tem conhecimento do facto e ocorre ao local aprisionando D. Luiz de Viveros, os oficiais e soldados, verberando um rude golpe às esperanças dos sitiados.
Continuando a guerra e o cerco ao Castelo, a fome foi-se instalando, passando os sitiados, entre os quais se encontravam as famílias de muitos militares, incluindo mulheres e crianças, começaram a padecer de fome, comendo os ratos e todos os animais a que podiam deitar mão. Com a malnutrição instalou-se a doença, e as mortes sucediam-se a um ritmo alucinante.
Perante este quadro e sabedor que na costa portuguesa se preparava uma armada para vir em socorro da ilha, desesperando a chegada de reforços, D. Álvaro de Viveros decide reatar as negociações, procurando uma rendição honrosa. 
Aproximando-se o verão, e com ele a sede, já que as reservas de água eram insuficientes, já sem esperança de receber reforços por mar e acossado pela fome e pela doença, D. Álvaro de Viveros aceita a capitulação a 4 de Março de 1642 e a 16 de Março, o Castelo foi entregue à obediência dos sitiantes, sendo nesse dia içado o pavilhão português. Terminava assim a Guerra do Castelo, saindo os espanhóis, com as suas armas e bandeiras, para Vigo em transporte fornecido pelo povo da ilha.
No dia 21 de Março imediato, Francisco Ornelas da Câmara parte para Lisboa a levar a boa nova da aclamação na Terceira e da rendição do Castelo. Foi recebido pela corte com respeito e aplauso, e o rei, grato pelos seus serviços, concede-lhe a comenda de São Salvador de Penamacor.
Após alguns meses de permanência na Corte, no início de 1643 adoeceu e, sabendo do falecimento de seu pai, regressou à ilha Terceira e aos cuidados de sua casa.
Após o seu regresso e perante as expectativas goradas de honrarias que se haviam criado, vê-se envolvido numa complexa intriga, onde se lhe apontavam culpas no atraso verificado na aclamação e nas condições em que tinha sido negociada a rendição da guarnição do Castelo. Chegou a ser condenado, mas perante as justificações da sua conduta, por sentença do tribunal supremo da Casa da Suplicação da Corte declara-se que ele servia como um bom vassalo, sentença essa que é confirmada por decreto de real.
Nesta transe conta-se que Francisco Ornelas da Câmara, que foi sempre um devoto do Espírito Santo, para comemorar o livramento, que alguns atribuem ao conhecido milagre da pomba que entorna o tinteiro do mau juiz, prometeu dar anualmente um grande bodo do Espírito Santo, em que ele, descalço, havia de servir os pobres e edificar na cidade de Angra uma ermida em honra do Divino. De facto edificou, na Rua dos Quatro Cantos, um capela, precursora dos actuais impérios, que ainda subsiste. Também trazia pintado nas suas armas a pomba branca com seu resplendor, emblema do Espírito Santo.
Como sinal de reconhecimento pelos serviços prestados na restauração da soberania portuguesa na Terceira, por carta de 13 de Fevereiro de 1644, o rei D. João IV nomeou-o capitão-mor e provedor da vila da Praia, cargos de que tomou posse a 4 de Maio daquele mesmo ano.
A 1 de Outubro de 1659, a pedido régio feito face às dificuldades de recrutamento impostas pela Guerra da Restauração, parte para Portugal à frente de 300 infantes, acompanhado pelo seu filho Braz de Ornelas. Quando chegou a Lisboa, foi recebido pela rainha D. Luísa de Gusmão, então regente em nome de seu filho, o futuro D. Afonso VI de Portugal, a qual, conhecedora do seu valor e lealdade, presta-lhe expressões de grande apreço. 
A 4 de Fevereiro de 1660 foi nomeado, por ordem régia, governador do Castelo de S. João Baptista do Monte Brasil. Regressando à Terceira, no dia 16 de Agosto daquele ano, finalmente tomou posse do Castelo, para onde foi residir com a família, sendo recebido com salvas de artilharia e outros sinais de honra e consideração.
Ainda no exercício daquele cargo, a 16 de Julho de 1663, foi nomeado capitão do donatário da capitania da Praia.
Faleceu de morte súbita, na então vila da Praia, a 28 de Abril de 1664, com 57 anos de idade. Foi sepultado na capela de que era administrador na igreja Matriz de Santa Cruz da Praia, segundo vontade expressa no seu testamento.
Segundo Gervásio Lima, A ilha Terceira teve nele um cidadão ilustre, um patriota benemérito, estimado da corte portuguesa e bem conceituado pelos monarcas a quem serviu desveladamente … … … A sua memória há-de ser sempre respeitada e saudada com aplauso e admiração.
A praça central da cidade da Praia da Vitória ostenta o seu nome e a principal escola básica do concelho adoptou-o por patrono. No adro da matriz, no lugar onde terá aclamado D. João IV, um monumento evoca a sua acção naquele Domingo de Ramos de 1641. A cidade de Angra do Heroísmo também lhe dedica uma rua no seu centro histórico.